# والتر بلامی
والتر بلامی (انگلیسی: Walter Bellamy; ۶ نوامبر ۱۹۰۴ – ۱۹ اکتبر ۱۹۷۸) بازیکن فوتبال اهل بریتانیا بود.
از باشگاه‌هایی که در آن بازی کرده‌است می‌توان به باشگاه فوتبال دالیچ هملت، باشگاه فوتبال برایتون اند هوو آلبیون، باشگاه فوتبال تاتنهام هاتسپر، و باشگاه فوتبال هارینگی بورو اشاره کرد.